# Акнеєво
Акнеєво (рос. Акнеево) — село в Сурському районі Ульяновської області Російської Федерації.
Населення становить 12 осіб. Входить до складу муніципального утворення Сурське міське поселення.

## Історія
Від 2004 року входить до складу муніципального утворення Сурське міське поселення.

## Населення
| 1868 | 1913 | 2010 |
| ---- | ---- | ---- |
| 662  | ↗803 | ↘12  |